# 夏目さゆり
夏目 さゆり（なつめ さゆり、4月25日生）は、日本のAV女優。アロハプロモーション所属。

## 略歴・人物
2019年6月、KANBiの専属女優としてAVデビュー。デビュー時の年齢は37歳とされている。
2019年9月をもって専属を離れ企画単体女優となる。
2019年12月11日、東洋ショーにてストリップデビュー。

## 出演作品

### アダルトDVD
2019年
- ※経験人数1人! 旦那しか男を知らない現代国語現役教師 夏目さゆり AVデビュー（6月14日、KANBi）
- 激ウブマ●コに生中出し ハメ潮SEXぐじょぐじょ3本番!! 人妻中出し不倫温泉（7月12日、KANBi）
- 憧れの校長と禁断不倫 何度も中出しを求めるインモラル高校教師 背徳の職場内不倫 中出し3連発（8月9日、KANBi）
- 高校教師を飼いならす。 〜人妻教師と二人っきりの密室軟禁調教録〜（9月13日、KANBi）
- あんなにお姉ちゃん子だったのに… 〜独身最後の温泉旅行で弟に犯される姉〜 さゆり32歳（10月1日、sister）
- DANDYxひよこ 「『おばさんを興奮させてどうするの?』キャンプ場でヤりまくりSPECIAL 青年チ○ポを押しつけられたおばさん妻は嫌がりながらも本当はママ友に自慢したい!!」 子連れママで子供にも自慢したいVer.（10月10日、DANDY）共演:児玉るみ、橋本れいか、桜井萌、皆月ひかる、星咲凛、有栖るる、夏日風
- 恥辱の家庭訪問（10月13日、オーロラプロジェクト・アネックス）
- 隣に越してきた高飛車独女がマセガキ達の逆襲で性処理玩具に 〜夏目さゆり〜（11月7日、ヒビノ）
- 顔出し解禁!! マジックミラー便 全員38歳over! 年齢を感じさせない美しい人妻さん 初めての公開ディープキス編 若い男子との濃厚接吻で久しぶりに熱くトロけてしまったオマ○コは青年の硬いデカチ○ポが欲しくてたまらない!! vol.05 in白金&恵比寿 10人全員SEXスペシャル!!（11月19日、ディープス）他出演:優木なお、秋園このえ、神崎さりな、香月乙葉、相楽ゆり子、柊しおり、真崎あやと、七海祐希 ほか
- 争奪! 野球拳で息子(エロガキ)たちがママ取りバトル!! 発情母のトロフィーマ○コに中出し!（11月21日、SODクリエイト）共演:桑田みのり、宮沢優里、真樹涼子
- 一流のおば様ナンパ セレブ美熟女中出し JAPAN 25（12月10日、ホットエンターテイメント）他出演:篠野まゆみ、夏川あき、木村志乃

2020年
- 寝取られ愛妻日記【三】 愛する妻に女の悦びを与えてください…（3月20日、ゴーゴーズ）※「米田玲子」名義
- 姉の一日、僕が買います 仮名）さゆり32歳（4月1日、sister）
- 母子交尾 【大鹿沼路】（7月9日、ルビー）
- おま●こ取扱説明書 6（8月1日、BURST）他出演:水谷あおい、上川星空、星咲マイカ、今井麻衣、今井初音、優希ひまり、はるかみらい、朝倉凪、成宮いろは、椎名ほのか、伊東紅蘭、ひらり、涼宮うるは、富田優衣
- 女ひとり旅 童貞狩り（10月19日、ルビー）
- ホンオナ 令和ver. 05 〜熟女編〜（11月25日、SEX Agent）他出演:山口椿、今浪優、美里亜紀、羽柴しぐれ、小坂サラ、雛形さくら
- 温泉宿で人妻が堕ちる!悪徳オイルマッサージ師 盗撮映像（12月1日、S-CRIME）他出演:一ノ瀬あやめ

2021年
- 人妻尾行中出し押し込みレ●プ（2月5日、S-CRIME）他出演:平清香

### ネット配信
2019年
- 【初撮り】ネットでAV応募→AV体験撮影 989 経験人数1人なのにエロすぎィ!!電マやチ○コで止まらない潮!!!色白肌を真っ赤に染めて恥じらい大量おもらしwww（6月17日、シロウトTV）※「えみ」名義
- ラグジュTV 1167 経験人数は旦那だけ!?長年のセックスレスで溜まった性欲が一気に爆発!ハメ潮漏らしながら本当のセックスに酔いしれる!ウブで堅物な女教師が見せる淫らな裏の顔がここに!（10月11日、ラグジュTV）※「夏目小百合」名義

2020年
- 沙友里（3月4日、人妻パラダイスGOLD）
- 初めてのデカチン体験&複数P おっきいだけでの刺激が強いのに複数まで経験 スイッチ入ると受け入れちゃう敏感娘（5月22日、MICAELA）
- 本番NG人妻デリヘル嬢さゆりを呼んだら素股からそのまま挿入!! カニばさみでしっかりロックされ濃厚SEX（5月22日、HGG）

2021年
- さゆり（3月20日、人妻願望）